# 卡爾加特區

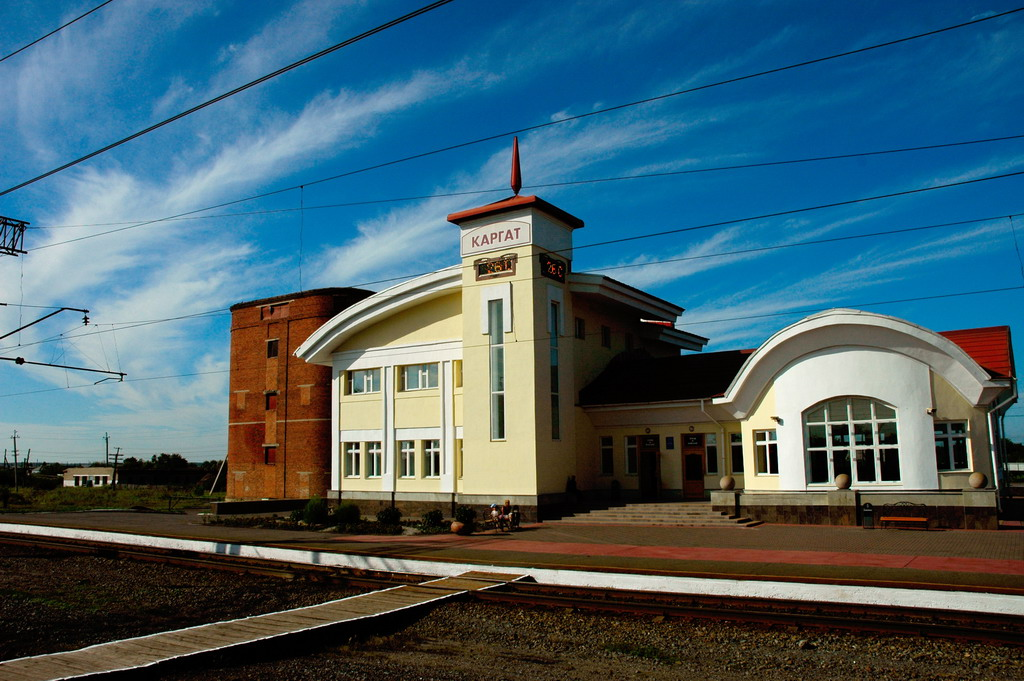

55°12′N 80°17′E / 55.200°N 80.283°E
卡爾加特區（俄语：Каргатский район），是俄羅斯的一個區，位於該國南部，由新西伯利亞州負責管轄，面積5,396平方公里，2010年人口18,207，人口密度每平方公里3.37人。